# Arkadiusz Klimas
Arkadiusz Klimas (ur. 17 lutego 1957 w Łodzi) – były polski piłkarz występujący na pozycji pomocnika.
Wychowanek Łódzkiego Klubu Sportowego, w którym grał przez wiele lat w ekstraklasie. Występował również m.in. w belgijskim Royal Antwerp FC oraz fińskim Rakuunat. Obecnie jest menadżerem piłkarskim.